# Schinus microphyllus
Schinus microphyllus är en sumakväxtart som beskrevs av Ivan Murray Johnston. Schinus microphyllus ingår i släktet Schinus och familjen sumakväxter. Inga underarter finns listade i Catalogue of Life.